# 執務
| ウィキペディアには「執務」という見出しの百科事典記事はありません（タイトルに「執務」を含むページの一覧/「執務」で始まるページの一覧）。 代わりにウィクショナリーのページ「執務」が役に立つかもしれません。 |